# Lagoa do Casamento
Lagoa do Casamento är en lagun i delstaten Rio Grande do Sul i Brasilien.  Den utgör den nordvästra viken av Lagoa dos Patos. Vid östra stranden ligger samhället Palmares do Sul.